# Georgian Airways
A Georgian Airways (grúzul ჯორჯიან ეარვეისი)(IATA: A9, ICAO: TGZ, Hívójel: TAMAZI), korábbi nevén Airzena Grúzia magántulajdonban lévő nemzeti légitársasága. Központja az ország fővárosában, Tbilisziben található. Bázisa a tbiliszi nemzetközi repülőtér.

## Története
A céget 1993 szeptemberében alapították Airzena néven, és eleinte charterjáratokat üzemeltetett az Egyesült Arab Emirátusokba, Egyiptomba, Szíriába, Olaszországba, Kínába, Indiába, Olaszországba, valamint egy menetrend szerinti járatot Bécsbe. 1997-ben Bécsbe, Dubajba és Taskentbe is közlekedtek járatai, a cég azóta működik együtt az Austrian Airlinesszal és a Lufthansával. Jól megválasztott stratégiájának köszönhetően a cég elismertté vált a gazdaságilag nehéz időkben is.
1999-ben az Airzena egyesült az Air Georgia légitársasággal Airzena Georgian Airlines néven, így az ország legnagyobb és nemzeti légitársasága lett. 2004 második felében Georgian Airwaysre változtatta a nevét.
2000 első felében a légitársaság vezetése úgy döntött, modernizálja a flottát, és két Boeing 737–500 gépet bérelt a német Hapag-Lloyd cégtől. A Georgian Airways innentől használ modern nyugati gépeket; azóta is folyamatosan fejleszti és modernizálja flottáját.
2011. október 16-án bejelentették, hogy a cég szerződést kötött a Boeinggel két Boeing 737–700 gép vásárlására, és legkorábban 2018-ban egy Boeing 787 repülőgép vásárlása is érdekelné.
A cég logója vörös mezőben fehér bordzsgali (ősi grúz napszimbólum). 2004-ben ezeket a függőleges vezérsíkról eltávolították és a grúz zászlóra cserélték.

## Katasztrófák
- 2011. április 4-én a Georgian Airways 860-as járata, egy Bombardier CRJ100ER gép (lajstromjel: 4L-GAE) lezuhant a Kongói Demokratikus Köztársaság fővárosa, Kinshasa repülőterén, a N’djili nemzetközi repülőtéren. A fedélzeten lévő 33 emberből 32 életét vesztette.[3]

## Úti célok
A Georgian Airways Grúziából Ausztria, Csehország, az Egyesült Királyság, Hollandia, Irán, Izrael, Kazahsztán, Oroszország, Örményország és Ukrajna egyes repülőtereire üzemeltet járatokat.

### Helymegosztási megállapodások
A Georgian Airways a következő légitársaságokkal kötött helymegosztási megállapodást:
- airBaltic
- Armenia Aircompany
- Austrian Airlines
- KLM

## Flotta

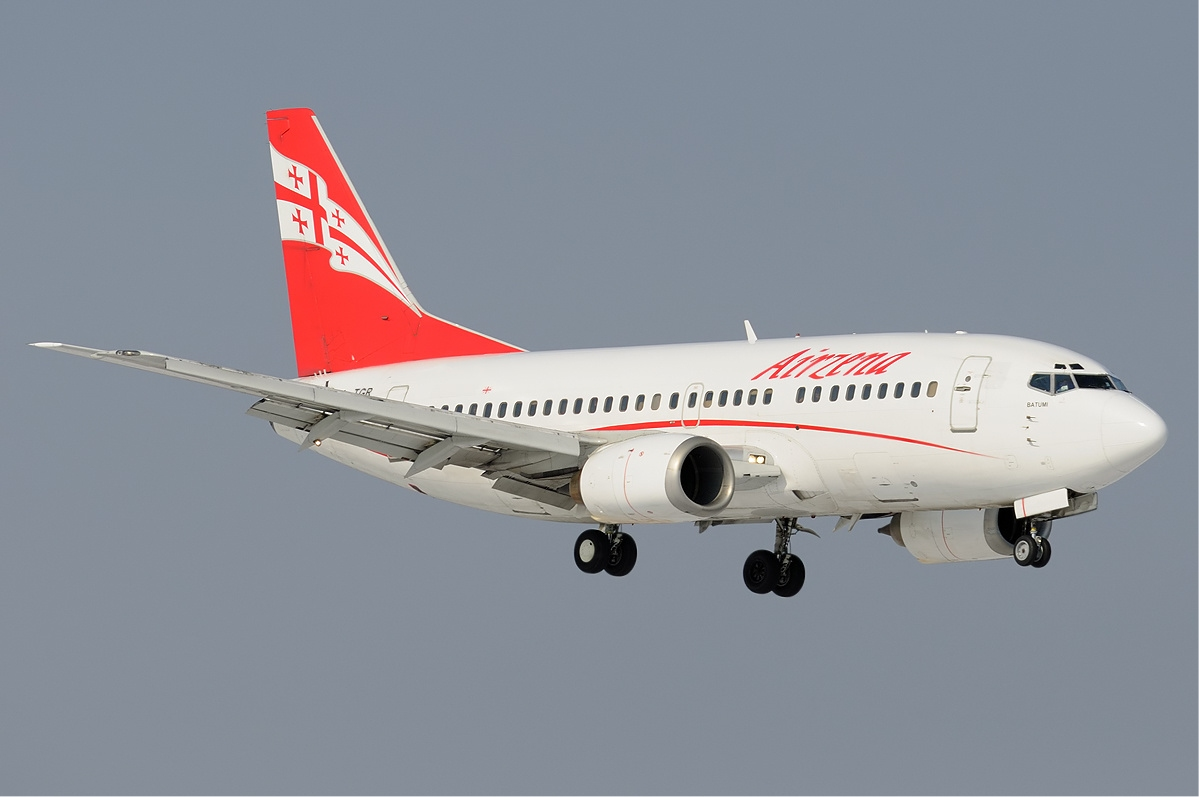
A Georgian Airways Boeing 737–500 gépe

A Georgian Airways flottája jelenleg (2017 márciusa) a következő gépekből áll:
| Típus                     | Szolgálatban | Megrendelés alatt | Utasszám | Utasszám | Utasszám | Megjegyzések |
| Típus                     | Szolgálatban | Megrendelés alatt | J        | Y        | Összesen | Megjegyzések |
| ------------------------- | ------------ | ----------------- | -------- | -------- | -------- | ------------ |
| Boeing 737–700            | 2            | —                 | 12       | 120      | 132      |              |
| Bombardier CRJ100ER       | 1            | —                 | 6        | 44       | 50       |              |
| Bombardier CRJ200LR       | 1            | —                 | 6        | 44       | 50       |              |
| Bombardier Challenger 850 | 1            | —                 |          |          |          |              |
| Összesen                  | 5            | —                 |          |          |          |              |

A légitársaság korábban az alábbi repülőgépekkel is rendelkezett:
- 1 Boeing 737–500
- 1 további Bombardier CRJ200LR

## Fordítás
- Ez a szócikk részben vagy egészben  a   Georgian Airways című angol Wikipédia-szócikk ezen változatának fordításán alapul.  Az eredeti cikk szerkesztőit annak laptörténete sorolja fel. Ez a jelzés csupán a megfogalmazás eredetét és a szerzői jogokat jelzi, nem szolgál a cikkben szereplő információk forrásmegjelöléseként.
- Ez a szócikk részben vagy egészben  a   Georgian Airways című német Wikipédia-szócikk ezen változatának fordításán alapul.  Az eredeti cikk szerkesztőit annak laptörténete sorolja fel. Ez a jelzés csupán a megfogalmazás eredetét és a szerzői jogokat jelzi, nem szolgál a cikkben szereplő információk forrásmegjelöléseként.

## Külső hivatkozások
- Hivatalos oldal